# Johannes de Veer (1738-1796)
Johannes de Veer Abrahamsz. (Amsterdam, 19 maart 1738 - Curaçao, 26 december 1796) was een bestuurder in Nederlands West-Indië. Hij werd in 1782 benoemd tot directeur van de West-Indische Compagnie (W.I.C.) op Curaçao en was daarmee de gouverneur van het eiland. Onder zijn gezag waren er veel conflicten met de burgerij van Curaçao en binnen de W.I.C. was er kritiek op zijn functioneren. Na de opheffing van de W.I.C. in 1792 bleef hij gouverneur namens de Staten Generaal.
Als gouverneur kreeg De Veer behalve met het einde van de West-Indische Compagnie ook te maken met de machtsovername van de Fransgezinde patriotten in Nederland, en de Curaçaose slavenopstand van 1795. Hij trad in 1796 af omdat hij geen loyaliteitsverklaring aan de Bataafse Republiek wilde afleggen.

## Begin loopbaan
De Veer begon eind van de jaren 1750 zijn loopbaan binnen de West-Indische Compagnie (W.I.C), die het bestuur voerde over Curaçao. Hij was boekhouder van het garnizoen en daarna secretaris van de politieke raad (ook wel de Grote Raad genoemd). Dit college was verantwoordelijk voor alle zaken betreffende politie en justitie. Het bestond uit de directeur, de secretaris en negen leden: zes benoemd uit hoofde van hun functie en drie voorname ingezetenen. In 1782 werd De Veer benoemd tot directeur van de W.I.C. op Curaçao, en was daarmee de gouverneur van het eiland.

## Directeur West-Indische Compagnie en kritiek op functioneren
Tijdens De Veers bestuursperiode waren er veel conflicten tussen hem, de Raad en de burgerij. Ook waren er botsingen tussen het garnizoen dat op Curaçao was gelegerd en de burgers. De problemen waren zo groot dat de W.I.C een commissie naar Curaçao stuurde om te onderzoeken wat de oorzaak was, en welke maatregelen er getroffen moesten worden. De commissie bestond uit Willem August Sirtema van Grovestins en W Boey, met Rochus van Suchtelen als secretaris. Zij kwamen op 31 augustus 1789 aan in Curaçao en bleven er drie maanden. De commissie sprak met betrokkenen en organiseerde spreekuren voor eenieder die klachten had.
Hun conclusie was dat de problemen op Curaçao vooral veroorzaakt werden door het zwakke bestuur van directeur De Veer en de leden van de Raad. Zij hadden justitie en politie in verval laten raken. Uit angst voor de bevolking hadden de bestuurders zich de teugels uit handen laten nemen, waarop de burgers zichzelf allerlei rechten en privileges hadden toegekend. De commissie was ook kritisch over het financieel beleid dat op Curaçao werd gevoerd en de staat van de defensie. De commissie vond dat De Veer en de leden van de Raad eigenlijk uit hun functie moesten worden gezet, maar concludeerde ook dat dat (te) veel problemen zou opleveren. Met het rapport werd weinig gedaan.
In 1792 hield de West-Indische Compagnie als gevolg van teruglopende inkomsten op te bestaan. Na de opheffing werd De Veer de eerste bestuurder van Curaçao namens de Staten-Generaal.

## Politieke omwentelingen
De Veer kreeg als gouverneur in de jaren 1790 op Curaçao te maken met de gevolgen van de grote politieke omwentelingen in Europa na de Franse Revolutie. Er waren rellen tussen Fransgezinde en prinsgezinde burgers op het eiland. Franse vluchtelingen uit Saint-Domingue (het latere Haïti) zaaiden onrust met verhalen over het succes van het Franse revolutionaire leger. De Veer liet hen van het eiland verwijderen. In januari 1795 werd de Republiek der Zeven Verenigde Nederlanden onder de voet gelopen door de Franse legers.
Op 17 augustus 1795 begon een opstand onder de slaven van Curaçao.
De Veer hoorde hiervan via een briefje van plantage-eigenaar Casper Lodewijk van Uytrecht, die hem informeerde dat een groep van zijn slaven het werk had neergelegd. Zij waren op weg naar Willemstad om hun eisen te bespreken met de gouverneur. De Raad kwam met spoed bijeen en trof onmiddellijk militaire maatregelen, vooral om de veiligheid van Willemstad te garanderen. De opstand zou tot 19 september 1795 duren. De leider van de opstand, Tula, legde een verband tussen de opstand en de Franse invasie van Nederland. Omdat de Franse slaven waren vrijgemaakt zouden ook de slaven op Curaçao vrij moeten zijn, nu Nederland onder Franse controle stond. Hij werd op 3 oktober 1795 geëxecuteerd.
Net als de andere Nederlandse koloniale gouverneurs had De Veer begin 1795 een brief ontvangen van stadhouder Willem V van Oranje-Nassau, die in ballingschap leefde in Londen. In zijn brieven (bekend gebleven als de brieven van Kew) droeg de stadhouder de gouverneurs op zich te verzetten tegen de Fransen en de nieuwe Bataafse Republiek, en de kolonies onder Brits gezag te plaatsen. In 1796 stuurden de nieuwe machtshebbers in Nederland vice-admiraal Adriaan Braak naar West-Indië met de opdracht alle koloniale ambtenaren trouw te laten zweren aan de Bataafse Republiek. De Veer weigerde naar de bijeenkomst te gaan waar de ambtenaren hun loyaliteit moesten uitspreken. Hij meldde zich ziek en trad af als gouverneur. Jan Jacob Beaujon werd benoemd tot zijn opvolger.

## Overlijden en nakomelingen
De Veer overleed 26 december 1796 op Curaçao.
Zijn zoon Abraham de Veer (1767-1836) was begin 19e eeuw gouverneur van Saba, Sint Maarten en Sint Eustatius, en later van Suriname. Diens zoon Johannes de Veer (1789-1872) was van 1837 tot 1854 de laatste gouverneur van Saba, Sint Eustatius, en Sint Maarten. De Veers achterkleinzoon Abraham Ellis (1846-1916) werd in 1903 de eerste Nederlandse minister van Surinaamse afkomst.